# Матч СССР — США по лёгкой атлетике 1959
Матч СССР — США по лёгкой атлетике 1959 года — легкоатлетический матч между сборными СССР и США, который состоялся 18—19 июля на стадионе Франклин филд в Филадельфии и закончился победой сборной СССР со счётом 175:167.
Организатором матча выступила газета «Филадельфия Инкуайрер».
Своих специальных корреспондентов направили газеты крупнейших американских городов. Всего на матче было около 400 представителей прессы, телевидения и радио. Во все страны мира, где находятся военнослужащие США, оба дня проводилась радиотрансляция о ходе соревнований.
За два дня соревнования смотрели около 60 тысяч зрителей. На стадионе присутствовали 21 тренер-наблюдатель из 10 стран.

## До матча
Отборочные состязания к матчу были:
- в США — национальное первенство за месяц до матча. В команду попадали двое первых в каждом виде. Тренер американской команды Фрэнк Поттс, капитан команды Эдди Саутерн[англ.].
- в СССР — серия зимних и весенних стартов. Последний этап — мемориал братьев Знаменских 4—5 июля, после которого был определён состав команды — 74 человека. Руководитель делегации — Д. В. Постников, врач Петров, переводчик команды Р. Киселёв, капитаны команд Таисия Ченчик и В. Кузнецов[уточнить].

## Стадион
Стадион Франклин филд, построенный в 1895 году, больше походил на исторический памятник, чем на спортивное сооружение, пригодное для встреч такого уровня. Световое табло на стадионе отсутствовало. Далеко не со всех мест была хорошо видна беговая дорожка. Только часть дорожки и секторов имела резинобитумное покрытие. Площадки для разбега — асфальтовые, очень небольшие. Длинный разбег приходилось начинать на неровной траве и заканчивать по асфальту. Но когда во второй день тропический ливень залил стадион, асфальтовая дорожка выручила спортсменов. Они могли разбегаться после перерыва на дождь так же, как и до него.

## Соревнования
Программа встречи была та же, что и в прошлом году. 32 вида лёгкой атлетики, из них 15 в первый день. Это давало возможность сравнить ход борьбы, которая шла с переменным успехом.
Соревнования первого дня начались в 15:15 по местному времени; первые виды — прыжки с шестом и десятиборье (мужчины), метание копья и прыжки в высоту (женщины). Старт давал судья Роузер. Многие виды программы начинались с опозданием.
Матч памятен драматичным забегом на 10 000 метров 18 июля, во время которого американский спортсмен Роберт Сот оказался на грани смерти из-за обезвоживания, вызванного 33—34-градусной жарой и высокой влажностью.
После первого дня матча впереди команда СССР — 81:77. Год назад в Москве после первого дня счёт был 83:75 в пользу команды США.

## Рекорды
В первый день Перри О'Брайен толкнул ядро за отметку мирового рекорда — на 19,27. Через две недели, 1 августа 1959 года в Альбукерке он установил новый мировой рекорд в толкании ядра —19,30. Результат, показанный в Филадельфии, в качестве рекорда не был официально утверждён.
Рекорд Европы в прыжке с шестом —4,64 — установил Владимир Булатов.
Национальные рекорды установили:
- Айра Девис[англ.] — 15,90 в тройном прыжке.
- женская сборная команда СССР — 44,8 в эстафете 4×100 метров.

Во второй день:
- Люсинда Уильямс — рекорд США[англ.] в беге на 200 метров — 23,4;
- Василий Савинков — рекорд Казахстана (тогда Казахская ССР) в беге на 800 метров — 1.49,8.

После первого день Василий Кузнецов превышал на 50 очков график рекорда мира — 4625 очков. В итоге, ему не хватило до мирового рекорда 7 очков.

## Результаты

### Общий зачёт
Советские и американские спортсмены заняли по 16 первых и вторых мест. Исход состязания решило преимущество советской команды по числу третьих мест — 18 против 14 у американской.
Судейство, в основном объективное,
не всегда было квалифицированным.
|         | СССР | США |
| ------- | ---- | --- |
| Мужчины | 108  | 121 |
| Женщины | 67   | 40  |
| Всего   | 175  | 167 |

### Личный зачёт
- результаты в прыжках и метаниях приведены с пересчётом с футов

#### 100 метров
| Мужчины | Мужчины         | Мужчины   | Женщины | Женщины        | Женщины   |
| Место   | Спортсмен       | Результат | Место   | Спортсменка    | Результат |
| ------- | --------------- | --------- | ------- | -------------- | --------- |
| 1       | Рей Нортон      | 10,3      | 1       | Барбара Джонс  | 11,7      |
| 2       | Роберт Пойнтер  | 10,3      | 2       | Вера Крепкина  | 11,9      |
| 3       | Леонид Бартенев | 10,5      | 3       | Галина Попова  | 11,9      |
| 4       | Эдвин Озолин    | 10,5      | 4       | Вильма Рудольф | 12,3      |

#### 200 метров
| Мужчины | Мужчины         | Мужчины   | Женщины | Женщины          | Женщины   |
| Место   | Спортсмен       | Результат | Место   | Спортсменка      | Результат |
| ------- | --------------- | --------- | ------- | ---------------- | --------- |
| 1       | Рей Нортон      | 20,7      | 1       | Люсинда Уильямс  | 23,4 NR*  |
| 2       | Винс Робинсон   | 21,2      | 2       | Изабелла Дэниэлс | 23,6      |
| 3       | Леонид Бартенев | 21,3      | 3       | Галина Попова    | 23,9      |
| 4       | Юрий Коновалов  | 21,4      | 4       | Нонна Полякова   | 24,0      |

#### 400 метров
| Место | Спортсмен         | Результат |
| ----- | ----------------- | --------- |
| 1     | Эдди Саутерн      | 46,2      |
| 2     | Дейв Миллс        | 47,2      |
| 3     | Ардалион Игнатьев | 47,4      |
| 4     | Константин Грачёв | 47,7      |

#### 800 метров
| Мужчины | Мужчины          | Мужчины    | Женщины | Женщины                 | Женщины   |
| Место   | Спортсмен        | Результат  | Место   | Спортсменка             | Результат |
| ------- | ---------------- | ---------- | ------- | ----------------------- | --------- |
| 1       | Том Мерфи        | 1.48,5     | 1       | Людмила Шевцова-Лысенко | 2.11,3    |
| 2       | Джером Уолтерс   | 1.48,7     | 2       |                         |           |
| 3       | Василий Савинков | 1.49,8 NR* | 3       |                         |           |
| 4       | Абрам Кривошеев  | 1.49,9     | 4       |                         |           |

1. ↑  Казахской ССР

#### 1500 метров
| Место | Спортсмен       | Результат |
| ----- | --------------- | --------- |
| 1     | Дайрол Берлесон | 3.49,4    |
| 2     | Джим Грелле     | 3.49,4    |
| 3     |                 |           |
| 4     |                 |           |

#### 5000 метров
Билл Деллинджер, который по единодушному мнению прессы находился в отличной форме, скоро отстал. Советские спортсмены бежали вместе до финиша, где Болотников был немного впереди. Судьи, однако, объявили победителем Артынюка.
| Место | Спортсмен         | Результат |
| ----- | ----------------- | --------- |
| 1     | Александр Артынюк | 14.17,8   |
| 2     | Пётр Болотников   | 14.18,0   |
| 3     | Билл Деллинджер   | 14.48,8   |
| 4     | Лью Стиглиц       | 15.24,1   |

1. ↑  

На финише мы с Саней даже ускорились, и я у него выиграл грудь.— Пётр Болотников[1]
2. ↑  Судейство, в основном объективное, не всегда было квалифицированным

#### 10 000 метров
- забег на 10 000 метров на YouTube

Во время забега американский спортсмен Роберт Сот оказался на грани смерти из-за обезвоживания, вызванного 33—34-градусной жарой и высокой влажностью. Из участников забега только Алексей Десятчиков остался после финиша на ногах, хотя и он, по словам свидетелей, был весь чёрный; других спортсменов отвезли со стадиона в реанимационное отделение. Кадры этого забега вошли в фильм «Спорт, спорт, спорт».
Руководство советской команды сделало выводы из происшедшего. Через год на Олимпийских играх в Риме чемпионом в беге на 10 000 метров стал теплолюбивый Пётр Болотников.
| Место | Спортсмен          | Результат |
| ----- | ------------------ | --------- |
| 1     | Алексей Десятчиков | 31.40,6   |
| 2     | Хуберт Пярнакиви   | 32.49,6   |
| 3     | Макс Труэкс        | 33.13,4   |
| —     | Роберт Сот         | DNF       |

1. ↑  

Жара ужасная. Но я жару люблю, я её хорошо переношу.— Пётр Болотников[3]

#### 110/80 метров с барьерами
| Мужчины | Мужчины    | Мужчины   | Женщины | Женщины         | Женщины   |
| Место   | Спортсмен  | Результат | Место   | Спортсменка     | Результат |
| ------- | ---------- | --------- | ------- | --------------- | --------- |
| 1       | Хейс Джонс | 13,6      | 1       | Галина Быстрова | 11,0      |
| 2       |            |           | 2       |                 |           |
| 3       |            |           | 3       |                 |           |
| 4       |            |           | 4       |                 |           |

#### 400 метров с барьерами
| Место | Спортсмен    | Результат |
| ----- | ------------ | --------- |
| 1     | Джош Калбрит | 50,5      |
| 2     |              |           |
| 3     |              |           |
| 4     |              |           |

#### 3000 метров с препятствиями
| Место | Спортсмен    | Результат        |
| ----- | ------------ | ---------------- |
| 1     | Семён Ржищин | 8.51,6[уточнить] |
| 2     |              |                  |
| 3     |              |                  |
| 4     |              |                  |

#### Ходьба 20 км
| Место | Спортсмен           | Результат |
| ----- | ------------------- | --------- |
| 1     | Владимир Голубничий | 1:38.20,2 |
| 2     |                     |           |
| 3     |                     |           |
| 4     |                     |           |

#### 4×100 метров
| Мужчины | Мужчины                                                              | Мужчины   | Женщины | Женщины                                                                 | Женщины   |
| Место   | Команда                                                              | Результат | Место   | Команда                                                                 | Результат |
| ------- | -------------------------------------------------------------------- | --------- | ------- | ----------------------------------------------------------------------- | --------- |
| 1       | Сборная Роберт Пойнтер Айра Девис[уточнить] Винс Робинсон Рей Нортон | 39,8      | 1       | Сборная Вера Крепкина Валентина Масловская Нонна Полякова Галина Попова | 44,8 NR*  |
| 2       | Сборная Эдвин Озолин Леонид Бартенев Юрий Коновалов Вадим Архипчук   | 40,0      | 2       | Сборная Изабелла Дэниэлс Маргарет Мэтьюз Барбара Джонс Люсинда Уильямс  | 45,0      |

1. ↑  или Хейс Джонс[уточнить]

#### 4×400 метров
| Место | Команда                                                                           | Результат        |
| ----- | --------------------------------------------------------------------------------- | ---------------- |
| 1     | Сборная Дейв Миллс — 47,4 Том Мерфи — 47,2 Джек Йерман — 46,2 Эдди Саутерн — 46,2 | 3.07,0[уточнить] |
| 2     | Сборная Константин Грачёв Арнольд Мацулевич Валентин Рахманов Ардалион Игнатьев   | 3.10,8           |

1. ↑  или 3.07,02

#### Высота
| Мужчины | Мужчины           | Мужчины   | Женщины | Женщины       | Женщины   |
| Место   | Спортсмен         | Результат | Место   | Спортсменка   | Результат |
| ------- | ----------------- | --------- | ------- | ------------- | --------- |
| 1       | Роберт Шавлакадзе | 2,06      | 1       | Таисия Ченчик | 1,778 NR* |
| 2       |                   |           | 2       |               |           |
| 3       |                   |           | 3       |               |           |
| 4       |                   |           | 4       |               |           |

#### Шест
| Место | Спортсмен        | 3,96 | 4,06 | 4,16 | 4,26 | 4,34 | 4,42 | 4,52 | 4,64 |     | Результат |
| ----- | ---------------- | ---- | ---- | ---- | ---- | ---- | ---- | ---- | ---- | --- | --------- |
| 1     | Дон Брэгг        | —    | —    | —    | —    | —    | o    | o    | o    | xxx | 4,64      |
| 2     | Владимир Булатов | —    | —    | o    | —    | o    | o    | xo   | o    | xxx | 4,64 AR*  |
| 3     | Игорь Петренко   | —    | —    | xo   | —    | xxo  | o    | xxx  |      |     | 4,42      |
| 4     | Рон Моррис       | —    | —    | —    | o    | —    | xxx  |      |      |     | 4,26      |

#### Длина
| Мужчины | Мужчины            | Мужчины   | Женщины | Женщины       | Женщины   |
| Место   | Спортсмен          | Результат | Место   | Спортсменка   | Результат |
| ------- | ------------------ | --------- | ------- | ------------- | --------- |
| 1       | Грег Белл          | 8,10      | 1       | Вера Крепкина | 6,17      |
| 2       | Игорь Тер-Ованесян | 7,86      | 2       |               |           |
| 3       |                    |           | 3       |               |           |
| 4       | Олег Федосеев      | 7,51      | 4       |               |           |

#### Тройной
| Место | Спортсмен           | Результат |
| ----- | ------------------- | --------- |
| 1     | Константин Цыганков | 15,95     |
| 2     | Айра Девис          | 15,90 NR* |
| 3     | Олег Федосеев       | 15,63     |
| 4     |                     |           |

#### Ядро
| Мужчины | Мужчины        | Мужчины   | Женщины | Женщины         | Женщины   |
| Место   | Спортсмен      | Результат | Место   | Спортсменка     | Результат |
| ------- | -------------- | --------- | ------- | --------------- | --------- |
| 1       | Перри О’Брайен | 19,27 WR* | 1       | Тамара Пресс    | 16,94     |
| 2       |                |           | 2       | Эрлен Браун     | 15,71     |
| 3       |                |           | 3       | Людмила Жданова | 15,32     |
| 4       | Виктор Липснис | 16,71     | 4       | Шарон Шепард    | 12,90     |

#### Диск
| Мужчины | Мужчины        | Мужчины   | Женщины | Женщины           | Женщины   |
| Место   | Спортсмен      | Результат | Место   | Спортсменка       | Результат |
| ------- | -------------- | --------- | ------- | ----------------- | --------- |
| 1       | Эл Ортер       | 57,53     | 1       | Нина Пономарева   | 55,21     |
| 2       | Владимир Ляхов | 54,96     | 2       | Евгения Кузнецова | 49,56     |
| 3       | Отто Григалка  | 54,82     | 3       | Эрлен Браун       | 49,25     |
| 4       | Перри О'Брайен | 54,28     | 4       | Памела Карелл     | 43,70     |

#### Молот
| Место | Спортсмен        | Результат |
| ----- | ---------------- | --------- |
| 1     | Василий Руденков | 66,76     |
| 2     |                  |           |
| 3     |                  |           |
| 4     |                  |           |

#### Копьё
| Мужчины | Мужчины     | Мужчины   | Женщины | Женщины            | Женщины   |
| Место   | Спортсмен   | Результат | Место   | Спортсменка        | Результат |
| ------- | ----------- | --------- | ------- | ------------------ | --------- |
| 1       | Ал Кантелло | 79,99     | 1       | Бируте Залогайтите | 55,37     |
| 2       |             |           | 2       |                    |           |
| 3       |             |           | 3       |                    |           |
| 4       |             |           | 4       |                    |           |

#### Десятиборье
В первый день Василий Кузнецов набрал на 50 очков больше, чем при установлении рекорда — 4625 очков. Во второй день, в жару и под ливнем, ему не хватило до мирового рекорда 7 очков. При этом он показал высокие результаты в прыжках с шестом и метании копья.
| Место | Спортсмен          | Результат (первый день) (дисциплины)                                  |
| ----- | ------------------ | --------------------------------------------------------------------- |
| 1     | Василий Кузнецов   | 8350 (4625) (10,8—7,40—15,48—1,90—49,6—14,6—49,81—4,115—63,79—5.03,8) |
| 2     | Дейв Эдстрём       | 7599 (4346) (10,9—7,21—14,00—1,88—49,3—14,7—44,57—3,86—56,72—4.59,8)  |
| 3     | Майк Хэрмен        | 7026 (4391) (10,8—7,29—12,81—1,98—50,1—14,8—37,56—3,86—38,20—5.08,9)  |
| 4     | Игорь Тер-Ованесян | 6853 (4338) (10,7—7,51—12,18—1,90—50,1—15,3—33,91—3,96—40,51—5.06,7)  |